# 夏侯傑
| 姓名         | 夏侯傑（または夏侯覇） |
| 出身地       | -                      |
| 職官         | -                      |
| 所属・陣営等 | 曹操                   |
| 家族・一族   | -                      |

夏侯 傑（かこう けつ）は、中国の通俗歴史小説『三国志演義』に登場する架空の武将。
曹操麾下の武将。建安13年（208年）の長坂橋の戦いで張飛を追撃するが、橋で仁王立ちをした張飛の大喝で、恐怖のあまり失神して落馬し、曹操や率いていた軍は浮き足立って逃げ出す設定となっている。
なお、『三国志演義』のうち現在の流布本である毛宗崗本以外では、名前が夏侯覇（夏侯淵の子でのちに蜀に寝返る）となっている版本が多い。毛宗崗本の底本と称される、いわゆる李卓吾本でも夏侯覇となっている。
これに伴って、毛宗崗本以前の版本に拠る作品、『通俗三国志』や吉川英治の小説『三国志』、横山光輝の漫画『三国志』では、夏侯覇の名が採用されている。横山『三国志』の夏侯覇は、張飛に一騎討ちを挑むが、橋上で張飛の繰り出した蛇矛をかわしたものの、勢い余って川に転落してしまう。